# Малоуни, Леннард
Ле́ннард Мало́уни (нем. и англ. Lennard Maloney; 8 октября 1999, Берлин) — немецкий и американский футболист, игрок клуба «Майнц 05» и сборной США. Может выступать на позициях опорного полузащитника и центрального защитника.

## Биография

### Ранние годы
Леннард Малоуни — сын отца-американца и матери-немки, родился в Берлине и имеет двойное гражданство Германии и США.
Начал заниматься футболом в возрасте четырёх лет в местной команде «Кёпеникер». Через команду «Блау-Вайсс Мальсдорф/Вальдесру» в 2012 году попал в систему «Унион Берлин». В составе команды «Унион Берлин» до 19 лет стал чемпионом Региональной лиги «Северо-восток» до 19 лет в сезоне 2016/17.

### Клубная карьера
15 августа 2017 года Малоуни заключил профессиональный контракт с «Унион Берлин» сроком до 30 июня 2019 года. Его профессиональный дебют состоялся 1 апреля 2018 года в матче 28-го тура Второй Бундеслиги сезона 2017/18 против «Гройтер Фюрта», в котором он вышел в стартовом составе и был заменён на 77-й минуте на Марцеля Хартеля. 4 апреля 2019 года Малоуни подписал новый двухлетний контракт с «Унион Берлин».
31 января 2020 года Малоуни был отдан в аренду клубу Третьей лиги «Кемницер» до конца сезона. За «Кемницер» дебютировал 15 февраля в матче против «Магдебурга». Всего за «саксонцев» сыграл восемь матчей.
7 августа 2020 года Малоуни перешёл во вторую команду «Боруссии Дортмунд», подписав двухлетний контракт. Сыграв 34 матча и забив один гол, помог «Боруссии Дортмунд II» стать чемпионом Региональной лиги «Запад» сезона 2020/21 и выйти в Третью лигу. За первую команду «Боруссии Дортмунд» дебютировал 23 октября 2021 года в матче 9-го тура Бундеслиги сезона 2021/22 против «Арминии Билефельд», выйдя на замену на 88-й минуте вместо Матса Хуммельса.
27 апреля 2022 года было объявлено о переходе Малоуни по бесплатному трансферу в «Хайденхайм». Игрок подписал с клубом трёхлетний контракт до 2025 года. За «Хайденхайм» дебютировал 17 июля в матче стартового тура Второй Бундеслиги сезона 2022/23 против «Ганзы Росток», выйдя на замену на 37-й минуте вместо Тима Зирслебена. Сыграв в 33-х матчах сезона из 34-х, помог клубу стать чемпионом Второй Бундеслиги и выйти в Первую Бундеслигу. 13 августа 2023 года в матче первого раунда Кубка Германии розыгрыша 2023/24 против любительской команды «Ростокер» забил свой первый гол за «Хайденхайм».

### Международная карьера
В 2017 году Малоуни привлекался в юношеские сборные Германии, сыграв два матча за сборную до 18 лет и один матч за сборную до 19 лет.
В апреле 2018 года в интервью американскому сайту Малоуни заявил, что его самой большой мечтой было бы однажды сыграть за сборную США.
В июле 2018 года Малоуни получил вызов в сборную США до 20 лет, приняв участие в тренировочном лагере. В сентябре был вызван в сборную США до 20 лет на три контрольных матча. 7 сентября сыграл в матче со сборной Ямайки до 20 лет, выйдя на замену на 85-й минуте вместо Криса Ричардса.
5 октября 2023 года Малоуни был впервые вызван в сборную США для участия в тренировочном лагере и двух товарищеских матчах со сборными Германии и Ганы. В матче с Германией 14 октября остался на скамейке запасных. В матче с Ганой 17 октября, выйдя на замену вместо Джонни Кардозо на 65-й минуте, дебютировал за звёздно-полосатую дружину.

## Достижения
Командные
 «Боруссия Дортмунд II»
- Чемпион Региональной лиги «Запад»: 2020/21

 «Хайденхайм»
- Чемпион Второй Бундеслиги: 2022/23